# Dreiliņi
Dreiliņi es un barrio de la ciudad de Riga, Letonia.

## Superficie
Posee una superficie de 4,155 kilómetros cuadrados (415,5 hectáreas).

## Población
Hasta 2021 presentaba una población de 7085 habitantes, con una densidad de población de 1705,1 habitantes por kilómetro cuadrado.

## Transporte

### Rutas
- Autobús: 5, 6, 15, 16, 20, 21, 31, 34, 51, 52.[1]